# Hadrencyrtus
Hadrencyrtus is een geslacht van vliesvleugeligen uit de familie Encyrtidae. De wetenschappelijke naam van dit geslacht is voor het eerst geldig gepubliceerd in 1973 door Annecke & Mynhardt.

## Soorten
Het geslacht Hadrencyrtus is monotypisch en omvat slechts de volgende soort:
- Hadrencyrtus cirritus Annecke & Mynhardt, 1973